# Фредрика Бремер
Фредрика Бремер (швед. Fredrika Bremer, 17 серпня 1801, Або, Князівство Фінляндське — 31 грудня 1865, фамільний замок Ерста, під Стокгольмом) — шведська письменниця, мандрівниця, впливова феміністка, педагогиня-просвітниця. Найбільший відгук отримав її феміністський роман «Герта, або Історія однієї душі» (1856).

## Життєпис
Народилася 17 серпня 1801 року в місті Або в тодішній шведської провінції, у родині багатого купця.

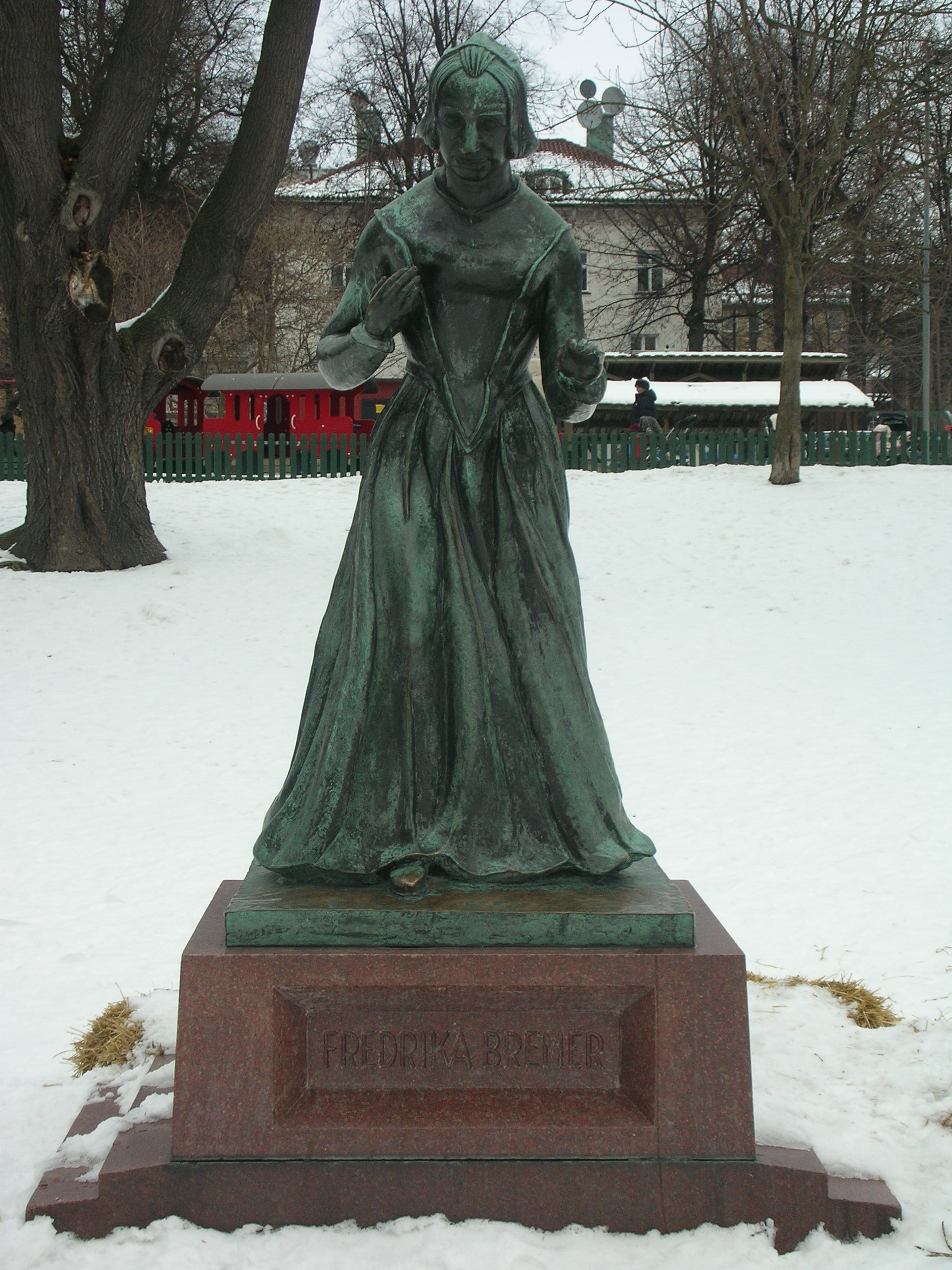
Сігрід Фрідман. Пам'ятник Фредриці Бремер. Стокгольм

У 1804 році в трирічному віці з родиною переїхала у маєток за 20 миль від Стокгольма, який придбав батько. Фредрика прожила там майже безвиїзно до 1820 року. Виховання, отримане нею та її сестрами, було вкрай суворе: батьки, особливо батько, були дуже суворі й грубі й не звертали жодної уваги ні на темперамент, ні на нахили своїх дітей. Постійний сором та одноманітна, похмура обстановка, справляли сильне враження на палку, живу Фредрику: вона відчувала, що в ній приховані сили, які гинуть без користі, і вона почала хворіти.

## Літературна творчість
У 1821 році вирушила з родиною на південь Франції. В цей час Фредрика познайомилася з творами Шиллера, які справили дуже сильне враження. Після повернення єдиною розвагою і розрадою одноманітного домашнього життя стала літературна творчість.
Всупереч тиску родини, Фредрика так і не вступила у шлюб і віддала все життя літературі. У 1820-1830-х роках вона анонімно опублікував збірку оповідань «Картини повсякденного життя», сімейні романи «Сусіди», «Рідний дім». За ці твори нагороджена малою золотою медаллю Шведської академії. 
У 1840-х роках виступала з підтримкою робітничого руху у Великій Британії.
З 1849 по 1851 роки здійснила поїздку на Кубу та у США, де зустрічалася з Ральфом Емерсоном, Генрі Лонгфелло, Натанієлем Готорном. Пізніше подорожувала Швейцарією, Італією, Палестиною та Грецією. Залишила подорожні замальовки.
Фредріка Бремер померла 31 грудня 1865 року в родинному замку Ерста, під Стокгольмом.

## Пам'ять
У славетному свого часу романі Луїзи Мей Олкотт «Маленькі жінки» героїні читають прозу Фредрики Бремер.
Біографічний роман про кубинську подорож Фредрики Бремер «Фредріка в раю» (1999) написав кубинський письменник Рене Васкес Діас, який живе у Швеції.